# Catastrophe du Grand Moulin
La catastrophe du Grand Moulin (également connue sous le nom d'explosion de Washburn A Mill ou Great Mill Disaster en anglais) s'est produite à Minneapolis, Minnesota, États-Unis, en 1878. La catastrophe fait 18 morts. L'explosion s'est produite dans la soirée du jeudi 2 mai 1878, lorsqu'une accumulation de poussière de farine à l'intérieur du moulin Washburn A — le plus grand moulin du monde à l'époque) — provoque une explosion de poussière qui tue les quatorze ouvriers à l'intérieur du moulin. L'incendie qui en résulte détruit plusieurs moulins à proximité et tue quatre autres menuiers. 
La destruction affecte gravement la capacité de production de farine de Minneapolis, qui était une industrie majeure de la ville. Après l'explosion, Cadwallader Colden Washburn, propriétaire du moulin, fait construire un nouveau moulin, conçu par William de la Barre, à l'emplacement de l'ancien. Ce bâtiment est également détruit plus tard, et les ruines du bâtiment sont de nos jours un monument historique national faisant partie du Mill City Museum (en).

## Contexte
En 1874, l'homme d'affaires américain Cadwallader Colden Washburn de La Crosse, Wisconsin, a ouvert le Washburn A Mill à Minneapolis. Au moment de son ouverture, c'était le plus grand bâtiment industriel de la ville et le plus grand moulin à farine au monde.
Avec environ 200 employés en 1878, c'était aussi l'un des plus gros employeurs de la ville. Le moulin était situé à côté d'autres moulins à farine le long du fleuve Mississippi près des chutes de Saint Anthony, où il tirait son énergie d'un canal qui traversait le niveau inférieur du bâtiment. À cette époque, Minneapolis était une plaque tournante de la production de farine aux États-Unis, ayant récemment dépassé d'autres villes telles que St. Louis et Buffalo, New York, en termes de capacité de production de farine, avec la ville communément appelée "Flour City" ("ville de la farine" en français).

## Explosion
Vers 18 heures, le 2 mai 1878, l'importante équipe de jour de l'usine a terminé son travail de la journée et les quatorze hommes de l'équipe de nuit sont arrivés. Vers 19 heures, trois grandes explosions se produisent à quelques secondes d'intervalle à l'intérieur de l'usine, tuant les quatorze employés à l'intérieur. Les explosions projettent des débris à plusieurs centaines de mètres dont quelques gros fragments de granit retrouvés à huit pâtés de maisons du moulin.
Le bruit de l'explosion est entendu jusqu'à Saint Paul, à une distance de seize kilomètres du moulin, tandis que certaines personnes à Minneapolis ressentent l'explosion pensent qu'il s'agit d'un tremblement de terre. L'explosion engendre un incendie massif qui se propage à deux usines adjacentes, les usines Diamond et Humboldt, les faisant exploser toutes les deux et tuant quatre autres ouvriers de l'usine, dont le propriétaire de l'usine Jack Reisman. 
L'intensité de la chaleur dégagée par l'incendie a entravé les activités de lutte contre l'incendie, car les pompiers ne pouvaient pas s'approcher des bâtiments et, par conséquent, ils ont continué à combattre l'incendie toute la nuit.  
Le lendemain, le Minneapolis Tribune rend compte de la catastrophe en disant : « Minneapolis a rencontré une calamité, dont la soudaineté et l'horreur sont difficiles à comprendre pour l'esprit ». Au total, six moulins ont été détruits.

## Conséquences
Dans le cadre d'une enquête sur la cause de la catastrophe, le directeur de l'usine, John A. Christian, a déclaré qu'il s'agissait d'une explosion de poussières causée par de la poussière de farine dans le bâtiment. Deux professeurs de l'Université du Minnesota, SF Peckham et Louis W. Peck, ont confirmé plus tard qu'une poussière de farine abondante avait été la cause de l'explosion après avoir examiné des expériences contrôlées concernant la combustion de la poussière de farine. Ils ont conclu que deux meules s'étaient frottées l'une contre l'autre et avaient provoqué une étincelle qui fit bruler la poussière, provoquant l'explosion. 
À la suite de l'événement, on s'inquiétait de l'effet qu'il aurait sur l'industrie meunière de la ville, car la catastrophe avait détruit environ un tiers à la moitié de la capacité de production de farine de la ville. Peu de temps après l'explosion, Washburn, qui s'était rendu à Minneapolis après avoir entendu parler de l'incident, a annoncé son intention de reconstruire l'usine, avec des améliorations technologiques qui la rendraient plus sûre et augmenteraient sa capacité de production. 
Washburn a engagé l'ingénieur autrichien William de la Barre pour concevoir le nouveau bâtiment, qu'il a basé sur un moulin à Budapest. De la Barre a également installé des dépoussiéreurs et amélioré les systèmes de ventilation. Ce nouveau bâtiment a été achevé en 1880 à l'emplacement de l'ancien bâtiment. La réouverture a coïncidé avec un boom économique pour la ville, et la production de farine a augmenté régulièrement jusqu'à ce qu'elle atteigne son apogée pendant la Première Guerre mondiale, après quoi il y a eu un déclin constant de l'industrie. 
Le nouveau moulin (plus tard connu sous le nom de moulin à farine Gold Medal) a été touché par un incendie en 1928 mais après des réparations, il a continué à fonctionner jusqu'en 1965. Le bâtiment a ensuite été abandonné et finalement détruit dans un incendie en 1991.  
En 2003, les ruines du bâtiment ont été transformées en Mill City Museum, un musée d'histoire qui se concentre sur l'histoire de la meunerie de la ville. Aujourd'hui, les ruines sont inscrites au registre national des lieux historiques en tant que monument historique national.
L'entrée de MNopedia pour la catastrophe déclare : « C'était la pire catastrophe de ce type dans l'histoire de la ville, provoquant des améliorations majeures de la sécurité dans les futurs développements de l'usine ». Selon General Mills (l'éventuelle société successeur de l'usine), la catastrophe a incité Washburn à s'intéresser au bien-être des enfants des ouvriers de l'usine qui avaient été touchés, ce qui a conduit à la création du Washburn Memorial Orphan Asylum. L'organisation qui lui a succédé, le Washburn Center for Children, continue de fonctionner en tant qu'organisation de services à l'enfance et à la famille dans la région des Twin Cities.

## Mémorial

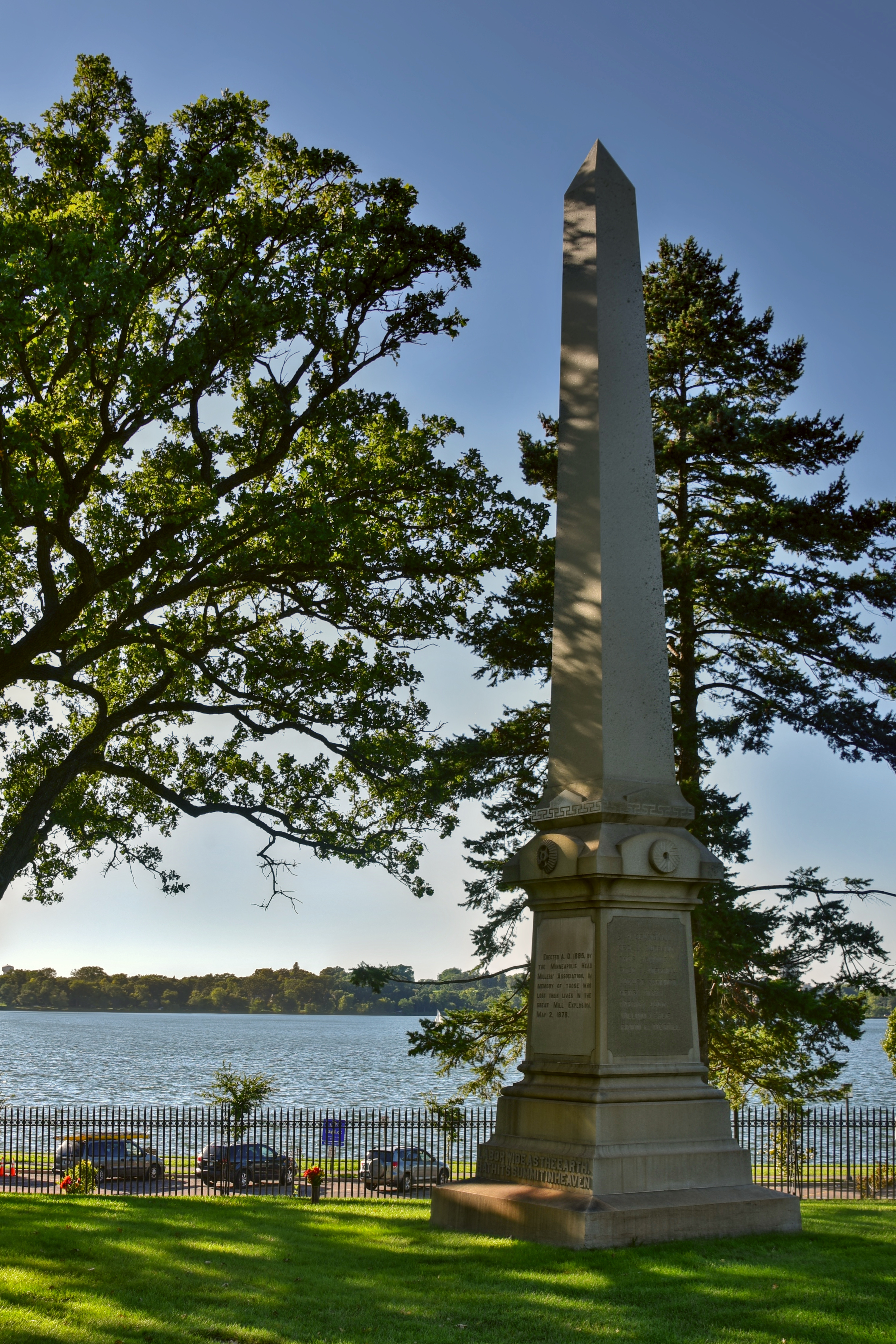
Mémorial de Cimetière de Lakewood

Sur le site du moulin, un obélisque commémoratif en pierre qui répertorie les noms des 14 ouvriers décédés dans l'usine. Le mémorial comprend également un bref historique de la catastrophe.
Aujourd'hui, il est situé près du Stone Arch Bridge. Dans le cimetière Lakewood de la ville, un mémorial dédié aux 18 personnes décédées dans la catastrophe a été érigé en 1885. Le mémorial comprend une plaque qui répertorie les noms des défunts, tandis que la base du mémorial représente une gerbe de blé, un engrenage cassé et une meule.